# Évian Thonon Gaillard Football Club 2014-2015
Questa voce raccoglie le informazioni riguardanti l'Évian Thonon Gaillard Football Club nelle competizioni ufficiali della stagione 2014-2015.

## Stagione
Pascal Dupraz viene riconfermato nel ruolo di allenatore del club.

## Maglie e sponsor
Lo sponsor tecnico per la stagione 2014-2015 è Kappa, mentre lo sponsor ufficiale è MSC Crociere.
La prima maglia è bianca con la banda superiore rosa, calzoncini e calzettoni bianchi. La seconda maglia è blu con fantasia che richiama lo sponsor ufficiale, mentre la terza maglia è rossa con inserti bianchi.
| Casa | Trasferta | Terza divisa |

## Organigramma societario
Area direttiva
- Presidente: Joël Lopez
- Amministratore delegato: Cédric Pourprix
- Direttore generale: Joël Lopez

Area organizzativa
- Segretario generale: Brigitte Bard
- Team manager: Franck Gaggiotti

Area comunicazione
- Responsabile: Florent Nyanga
- Ufficio stampa: Philippe Briot

Area marketing
- Ufficio marketing: Erick Garcia

Area tecnica
- Direttore sportivo: Benoît Auguste
- Allenatore: Pascal Dupraz
- Allenatore in seconda: Stéphane Bernard
- Collaboratore tecnico: José Martinez, Fabrice Asensio
- Preparatori atletici: David Barriac, Sébastien Devillaz, Gilles Salou
- Preparatore dei portieri: David Barriac

Area sanitaria
- Medici sociali: Grégory Visery, Florian Charles, André Prunier, Abdallah Sayoud
- Massaggiatori: Dominique Vellut, Jean-Paul Meynet Gauthier

## Rosa
| N. |                         | Ruolo | Calciatore       |
| -- | ----------------------- | ----- | ---------------- |
| 1  | Francia (bandiera)      | P     | Johann Durand    |
| 2  | Comore (bandiera)       | D     | Kassim Abdallah  |
| 5  | Serbia (bandiera)       | C     | Miloš Ninković   |
| 6  | Burkina Faso (bandiera) | C     | Djakaridja Koné  |
| 7  | Francia (bandiera)      | A     | Adrien Thomasson |
| 8  | Costa Rica (bandiera)   | C     | Yeltsin Tejeda   |
| 9  | Belgio (bandiera)       | A     | Gianni Bruno     |
| 9  | Argentina (bandiera)    | A     | Nicolás Blandi   |
| 10 | Francia (bandiera)      | C     | Nicolas Benezet  |
| 10 | Francia (bandiera)      | A     | Mathieu Duhamel  |
| 11 | Francia (bandiera)      | C     | Fabien Camus     |
| 12 | Francia (bandiera)      | D     | Gaël Givet       |
| 12 | Costa Rica (bandiera)   | A     | David Ramírez    |
| 13 | Camerun (bandiera)      | D     | Dany Nounkeu     |
| 14 | Francia (bandiera)      | C     | Cédric Barbosa   |
| 15 | Francia (bandiera)      | C     | Gilles Sunu      |

| N. |                         | Ruolo | Calciatore                |
| -- | ----------------------- | ----- | ------------------------- |
| 16 | Francia (bandiera)      | P     | Bertrand Laquait          |
| 17 | Francia (bandiera)      | D     | Aldo Angoula              |
| 18 | Danimarca (bandiera)    | C     | Daniel Wass               |
| 19 | Francia (bandiera)      | D     | Youssouf Sabaly           |
| 20 | Senegal (bandiera)      | A     | Modou Sougou              |
| 21 | RD del Congo (bandiera) | D     | Cédric Mongongu           |
| 22 | Francia (bandiera)      | D     | Cédric Cambon             |
| 23 | Danimarca (bandiera)    | A     | Nicki Bille Nielsen       |
| 24 | Francia (bandiera)      | C     | Olivier Sorlin (capitano) |
| 25 | Ghana (bandiera)        | D     | Jonathan Mensah           |
| 26 | Danimarca (bandiera)    | D     | Jesper Juelsgård          |
| 27 | Francia (bandiera)      | A     | Clarck N'Sikulu           |
| 28 | Algeria (bandiera)      | C     | Nadjib Baouia             |
| 29 | Francia (bandiera)      | A     | Zakariya Abarouai         |
| 30 | Danimarca (bandiera)    | P     | Jesper Hansen             |
| 40 | Francia (bandiera)      | P     | Benjamin Leroy            |

## Calciomercato

### Sessione estiva(dal 10/06 al 1º/09)
| Acquisti | Acquisti            | Acquisti            | Acquisti                    |
| R.       | Nome                | da                  | Modalità                    |
| -------- | ------------------- | ------------------- | --------------------------- |
| P        | Benjamin Leroy      | Tours               | definitivo (250.000 €)      |
| D        | Gaël Givet          |                     | svincolato                  |
| D        | Jesper Juelsgård    | Midtjylland         | definitivo                  |
| D        | Youssouf Sabaly     | Paris Saint-Germain | rinnovo prestito            |
| C        | Fabien Camus        | Genk                | prestito                    |
| C        | Miloš Ninković      |                     | svincolato                  |
| C        | Yeltsin Tejeda      | Saprissa            | definitivo (1 milione €)    |
| A        | Zakariya Abarouai   | Évian TG 2          | contratto da professionista |
| A        | Gianni Bruno        |                     | svincolato                  |
| A        | Ali M'Madi          | Gazélec Ajaccio     | fine prestito               |
| A        | Nicki Bille Nielsen | Rosenborg           | definitivo (2 milioni €)    |
| A        | Modou Sougou        | Olympique Marsiglia | rinnovo prestito            |
| A        | Adrien Thomasson    | Vannes              | fine prestito               |

| Cessioni | Cessioni          | Cessioni        | Cessioni                 |
| R.       | Nome              | a               | Modalità                 |
| -------- | ----------------- | --------------- | ------------------------ |
| P        | Bertrand Laquait  |                 | svincolato               |
| P        | Mickaël Salamone  |                 | svincolato               |
| D        | Fabrice Ehret     |                 | svincolato               |
| D        | Diaranké Fofana   | U Cluj          | definitivo               |
| D        | Hugo Konongo      | Clermont Foot   | definitivo               |
| C        | Facundo Bertoglio | Dinamo Kiev     | fine prestito            |
| C        | Ilan Boccara      | Ajax            | fine prestito            |
| C        | Dan Nistor        | Pandurii        | rinnovo prestito         |
| C        | Éric Tié Bi       |                 | svincolato               |
| A        | Kévin Bérigaud    | Montpellier     | definitivo (3 milioni €) |
| A        | Maxime Blanc      |                 | svincolato               |
| A        | Túlio de Melo     |                 | svincolato               |
| A        | Ali M'Madi        |                 | svincolato               |
| A        | Marco Ruben       | Dinamo Kiev     | fine prestito            |
| A        | Adrien Thomasson  | Gazélec Ajaccio | prestito                 |

### Operazione esterna alle sessioni
| Cessioni | Cessioni   | Cessioni | Cessioni   |
| R.       | Nome       | da       | Modalità   |
| -------- | ---------- | -------- | ---------- |
| D        | Gaël Givet |          | svincolato |

### Sessione invernale(dal 03/01 al 02/02)
| Acquisti | Acquisti        | Acquisti    | Acquisti   |
| R.       | Nome            | da          | Modalità   |
| -------- | --------------- | ----------- | ---------- |
| D        | Dany Nounkeu    | Galatasaray | prestito   |
| C        | Gilles Sunu     | Lorient     | definitivo |
| A        | Nicolás Blandi  | San Lorenzo | prestito   |
| A        | Mathieu Duhamel | Caen        | prestito   |
| A        | David Ramírez   | Saprissa    | prestito   |

| Cessioni | Cessioni        | Cessioni | Cessioni |
| R.       | Nome            | a        | Modalità |
| -------- | --------------- | -------- | -------- |
| C        | Nicolas Benezet | Caen     | prestito |
| A        | Gianni Bruno    | Lorient  | prestito |

## Risultati

### Ligue 1

#### Girone d'andata
| Arbitro: | Ennjimi |

|  |           |                            |
|  | Marcatori | 12’ Kanté 32’, 37’ Duhamel |

| Arbitro: | Thual |

|                                               |           |               |
| Toivonen 6’, 57’ Mexer 39’, 43’ Ntep 76’, 87’ | Marcatori | 35’, 83’ Wass |

| Annecy 22 agosto 2014, ore 20:30 CEST 3ª giornata | Évian TG | 0 – 0 referto | Paris Saint-Germain | Parc des Sports (14 600 spett.)\| Arbitro: \| Bastien \| |
| Arbitro:                                          | Bastien  |               |                     |                                                          |

| Arbitro: | Millot |

|              |           |  |
| Regattin 78’ | Marcatori |  |

| Arbitro: | Delerue |

|                |           |                                         |
| N'Sikulu 90+1’ | Marcatori | 1’ Gignac 44’ (aut.) Mensah 63’ Thauvin |

| Arbitro: | Varela |

|                      |           |            |
| Rolán 19’ Khazri 56’ | Marcatori | 86’ Tejeda |

| Arbitro: | Schneider |

|                      |           |              |
| Wass 10’ Barbosa 30’ | Marcatori | 86’ Touzghar |

| Arbitro: | Lesage |

|  |           |                     |
|  | Marcatori | 2’ Koné 79’ Barbosa |

| Arbitro: | Jaffredo |

|                                        |           |  |
| Doukouré 62’ (aut.) Wass 75’ Bruno 81’ | Marcatori |  |

| Arbitro: | Thual |

|                                          |           |  |
| Moutinho 2’ (rig.) Ferreira Carrasco 70’ | Marcatori |  |

| Arbitro: | Lannoy |

|  |           |                         |
|  | Marcatori | 42’ Veretout 75’ Bammou |

| Arbitro: | Lesage |

|                          |           |  |
| Bérigaud 32’ Mounier 90’ | Marcatori |  |

| Arbitro: | Rainville |

|          |           |  |
| Wass 76’ | Marcatori |  |

| Arbitro: | Rainville |

|            |           |  |
| Traoré 61’ | Marcatori |  |

| Arbitro: | Fautrel |

|                      |           |  |
| Wass 59’ Nielsen 81’ | Marcatori |  |

| Arbitro: | Varela |

|                     |           |                       |
| Abdallah 35’ (aut.) | Marcatori | 65’ Wass 83’ N'Sikulu |

| Arbitro: | Chapron |

|                  |           |                                        |
| Barbosa 28’, 64’ | Marcatori | 62’ Benzia 81’, 90+4’ (rig.) Lacazette |

| Arbitro: | Millot |

|                             |           |                     |
| Rigonato 14’, 80’ Mandi 78’ | Marcatori | 57’ Wass 69’ Cambon |

| Arbitro: | Delerue |

|                                           |           |  |
| Gradel 2’ van Wolfswinkel 20’ Hamouma 65’ | Marcatori |  |

#### Girone di ritorno
| Arbitro: | Gautier |

|               |           |          |
| Thomasson 62’ | Marcatori | 66’ Ntep |

| Arbitro: | Varela |

|                                                    |           |                                     |
| David Luiz 30’ Verratti 38’ Pastore 74’ Cavani 89’ | Marcatori | 14’ Barbosa 63’ (aut.) van der Wiel |

| Arbitro: | Bastien |

|              |           |  |
| Thomasson 4’ | Marcatori |  |

| Arbitro: | Schneider |

|                   |           |  |
| Gignac 49’ (rig.) | Marcatori |  |

| Arbitro: | Jaffredo |

|  |           |            |
|  | Marcatori | 11’ Khazri |

| Arbitro: | Buquet |

|  |           |                |
|  | Marcatori | 19’ 35’ Sabaly |

| Annecy 21 febbraio 2015, ore 20:00 CET 26ª giornata | Évian TG | – | Lorient | Parc des Sports |

| Metz 28 febbraio 2015, ore 20:00 CET 27ª giornata | Metz | – | Évian TG | Stade Saint-Symphorien |

| Annecy 7 marzo 2015, ore ? CET 28ª giornata | Évian TG | – | Monaco | Parc des Sports |

| Nantes 14 marzo 2015, ore ? CET 29ª giornata | Nantes | – | Évian TG | Stade de la Beaujoire |

| Annecy 21 marzo 2015, ore ? CET 30ª giornata | Évian TG | – | Montpellier | Parc des Sports |

| Nizza 4 aprile 2015, ore ? CEST 31ª giornata | Nizza | – | Évian TG | Allianz Riviera |

| Annecy 12 aprile 2015, ore ? CEST 32ª giornata | Évian TG | – | Lilla | Parc des Sports |

| Guingamp 18 aprile 2015, ore ? CEST 33ª giornata | Guingamp | – | Évian TG | Stade de Roudourou |

| Annecy 25 aprile 2015, ore ? CEST 34ª giornata | Évian TG | – | Bastia | Parc des Sports |

| Lione 3 maggio 2015, ore ? CEST 35ª giornata | Olympique Lione | – | Évian TG | Stade de Gerland |

| Annecy 9 maggio 2015, ore ? CEST 36ª giornata | Évian TG | – | Stade Reims | Parc des Sports |

| Annecy 16 maggio 2015, ore ? CEST 37ª giornata | Évian TG | – | Saint-Étienne | Parc des Sports |

| Caen 23 maggio 2015, ore ? CEST 38ª giornata | Caen | – | Évian TG | Stade Michel d'Ornano |

### Coppa di Francia

#### Fase a eliminazione diretta
| Arbitro: | Cailleux |

|  |           |                                  |
|  | Marcatori | 68’ Camus 76’ Nielsen 90+4’ Wass |

| Arbitro: | Turpin |

|                         |           |  |
| Ocampos 63’ Martial 88’ | Marcatori |  |

### Coppa di Lega

#### Fase a eliminazione diretta
| Arbitro: | Turpin |

|         |           |                      |
| Wass 7’ | Marcatori | 15’ Lavigne 73’ Ayew |

## Statistiche

### Statistiche di squadra
| Competizione      | Punti | In casa | In casa | In casa | In casa | In casa | In casa | In trasferta | In trasferta | In trasferta | In trasferta | In trasferta | In trasferta | Totale | Totale | Totale | Totale | Totale | Totale | DR  |
| Competizione      | Punti | G       | V       | N       | P       | Gf      | Gs      | G            | V            | N            | P            | Gf           | Gs           | G      | V      | N      | P      | Gf     | Gs     | DR  |
| ----------------- | ----- | ------- | ------- | ------- | ------- | ------- | ------- | ------------ | ------------ | ------------ | ------------ | ------------ | ------------ | ------ | ------ | ------ | ------ | ------ | ------ | --- |
| Ligue 1           | 37    | 19      | 7       | 2       | 10      | 20      | 25      | 19           | 4            | 2            | 13           | 21           | 37           | 38     | 11     | 4      | 23     | 41     | 62     | -21 |
| Coppa di Francia  | -     | -       | -       | -       | -       | -       | -       | 1            | 1            | 0            | 0            | 3            | 0            | 1      | 1      | 0      | 0      | 3      | 0      | +3  |
| Coupe de la Ligue | -     | 1       | 0       | 0       | 1       | 1       | 2       | -            | -            | -            | -            | -            | -            | 1      | 0      | 0      | 1      | 1      | 2      | -1  |
| Totale            | -     | 20      | 7       | 2       | 11      | 21      | 27      | 20           | 5            | 2            | 13           | 24           | 37           | 40     | 12     | 4      | 24     | 45     | 64     | -19 |

### Andamento in campionato
| Giornata  | 1  | 2  | 3  | 4  | 5  | 6  | 7  | 8  | 9  | 10 | 11 | 12 | 13 | 14 | 15 | 16 | 17 | 18 | 19 | 20 | 21 | 22 | 23 | 24 | 25 | 26 | 27 | 28 | 29 | 30 | 31 | 32 | 33 | 34 | 35 | 36 | 37 | 38 |
| --------- | -- | -- | -- | -- | -- | -- | -- | -- | -- | -- | -- | -- | -- | -- | -- | -- | -- | -- | -- | -- | -- | -- | -- | -- | -- | -- | -- | -- | -- | -- | -- | -- | -- | -- | -- | -- | -- | -- |
| Luogo     | C  | T  | C  | T  | C  | T  | C  | T  | C  | T  | C  | T  | C  | T  | C  | T  | C  | T  | T  | C  | T  | C  | T  | C  | T  | C  | T  | C  | T  | C  | T  | C  | T  | C  | T  | C  | C  | T  |
| Risultato | P  | P  | N  | P  | P  | P  | V  | V  | V  | P  | P  | P  | V  | P  | V  | V  | P  | P  | P  | N  | P  | V  | P  | P  | V  | V  | V  | P  | P  | V  | N  | P  | N  | P  | P  | P  | P  | P  |
| Posizione | 20 | 20 | 20 | 20 | 20 | 20 | 20 | 18 | 15 | 17 | 19 | 20 | 16 | 18 | 16 | 14 | 15 | 17 | 18 | 18 | 18 | 16 | 18 | 18 | 18 | 18 | 17 | 16 | 17 | 16 | 15 | 15 | 17 | 18 | 18 | 18 | 18 | 18 |

Fonte:  Classements, su lfp.fr, LFP.
Legenda:

Luogo: C = Casa; T = Trasferta. Risultato: V = Vittoria; N = Pareggio; P = Sconfitta.

### Statistiche dei giocatori
| Giocatore    | Ligue 1  | Ligue 1 | Ligue 1     | Ligue 1    | Coppa di Francia Coppa di Lega | Coppa di Francia Coppa di Lega | Coppa di Francia Coppa di Lega | Coppa di Francia Coppa di Lega | Totale   | Totale | Totale      | Totale     |
| Giocatore    | Presenze | Reti    | Ammonizioni | Espulsioni | Presenze                       | Reti                           | Ammonizioni                    | Espulsioni                     | Presenze | Reti   | Ammonizioni | Espulsioni |
| ------------ | -------- | ------- | ----------- | ---------- | ------------------------------ | ------------------------------ | ------------------------------ | ------------------------------ | -------- | ------ | ----------- | ---------- |
| Z. Abarouai  | -        | -       | -           | -          | -                              | -                              | -                              | -                              | -        | -      | -           | -          |
| K. Abdallah  | 21       | 0       | 2           | 0          | 1+1                            | 0                              | 0                              | 0                              | 23       | 0      | 2           | 0          |
| A. Angoula   | 7        | 0       | 3           | 1          | 1+0                            | 0                              | 0                              | 0                              | 8        | 0      | 3           | 1          |
| N. Baouia    | -        | -       | -           | -          | -                              | -                              | -                              | -                              | -        | -      | -           | -          |
| C. Barbosa   | 22       | 4       | 1           | 0          | 2+0                            | 0                              | 0                              | 0                              | 24       | 4      | 1           | 0          |
| N. Benezet   | 11       | 0       | 0           | 0          | 0+1                            | 0                              | 0                              | 0                              | 12       | 0      | 0           | 0          |
| N. Blandi    | -        | -       | -           | -          | -                              | -                              | -                              | -                              | -        | -      | -           | -          |
| G. Bruno     | 17       | 1       | 0           | 0          | 0+1                            | 0                              | 0                              | 0                              | 18       | 1      | 0           | 0          |
| C. Cambon    | 16       | 1       | 3           | 1          | 1+1                            | 0                              | 0                              | 0                              | 18       | 1      | 3           | 1          |
| F. Camus     | 19       | 0       | 3           | 0          | 2+1                            | 1+0                            | 0                              | 0                              | 22       | 1      | 3           | 0          |
| M. Duhamel   | 1        | 0       | 0           | 0          | -                              | -                              | -                              | -                              | 1        | 0      | 0           | 0          |
| J. Durand    | 0        | 0       | 0           | 0          | -                              | -                              | -                              | -                              | 0        | 0      | 0           | 0          |
| A. Fall      | 2        | 0       | 1           | 0          | -                              | -                              | -                              | -                              | 2        | 0      | 1           | 0          |
| G. Givet     | 1        | 0       | 0           | 0          | -                              | -                              | -                              | -                              | 1        | 0      | 0           | 0          |
| J. Hansen    | 15       | -24     | 0           | 0          | -                              | -                              | -                              | -                              | 15       | -24    | 0           | 0          |
| J. Juelsgård | 5        | 0       | 1           | 0          | 2+0                            | 0                              | 0                              | 0                              | 7        | 0      | 1           | 0          |
| D. Koné      | 15       | 1       | 3           | 0          | -                              | -                              | -                              | -                              | 15       | 1      | 3           | 0          |
| B. Laquait   | -        | -       | -           | -          | -                              | -                              | -                              | -                              | -        | -      | -           | -          |
| B. Leroy     | 9        | -16     | 0           | 0          | 2+1                            | -2-2                           | 0                              | 0                              | 12       | -18    | 0           | 0          |
| J. Mensah    | 9        | 1       | 2           | 0          | 0+1                            | 0                              | 0+2                            | 0+1                            | 10       | 1      | 4           | 1          |
| C. Mongongu  | 13       | 0       | 2           | 0          | 1+0                            | 0                              | 0                              | 0                              | 14       | 0      | 2           | 0          |
| N.B. Nielsen | 17       | 1       | 1           | 0          | 2+1                            | 1+0                            | 0                              | 0                              | 20       | 2      | 1           | 0          |
| M. Ninković  | 10       | 0       | 1           | 0          | 1+1                            | 0                              | 0+1                            | 0                              | 12       | 0      | 2           | 0          |
| C. N'Sikulu  | 15       | 2       | 2           | 0          | 1+0                            | 0                              | 1+0                            | 0                              | 16       | 2      | 3           | 0          |
| D. Nounkeu   | 3        | 0       | 0           | 0          | -                              | -                              | -                              | -                              | 3        | 0      | 0           | 0          |
| D. Ramírez   | 4        | 0       | 0           | 0          | 1+0                            | 0                              | 0                              | 0                              | 5        | 0      | 0           | 0          |
| Y. Sabaly    | 23       | 0       | 1           | 0          | 2+1                            | 0                              | 0                              | 0                              | 26       | 0      | 1           | 0          |
| O. Sorlin    | 23       | 0       | 4           | 0          | 2+1                            | 0                              | 0                              | 0                              | 26       | 0      | 4           | 0          |
| M. Sougou    | 13       | 0       | 2           | 0          | 2+1                            | 0                              | 0                              | 0                              | 16       | 0      | 2           | 0          |
| G. Sunu      | 1        | 0       | 1           | 0          | -                              | -                              | -                              | -                              | 1        | 0      | 1           | 0          |
| Y. Tejeda    | 15       | 1       | 5           | 0          | 1+0                            | 0                              | 0                              | 0                              | 16       | 1      | 5           | 0          |
| A. Thomasson | 7        | 2       | 1           | 0          | 2+1                            | 0                              | 0                              | 0                              | 10       | 2      | 1           | 0          |
| D. Wass      | 22       | 8       | 1           | 0          | 2+1                            | 1+1                            | 0                              | 0                              | 25       | 10     | 1           | 0          |